# گغارد منصوریان
گغارد منصوریان (به ارمنی: Գեղարդ Մանսուրեան) (زادهٔ ۱۳۵۹ جلفای نو) سیاستمدار ارمنی اهل ایران است. او در انتخابات دورهٔ دوازدهم مجلس شورای اسلامی، به‌عنوان نمایندهٔ حوزهٔ انتخابیه ارمنی‌های اصفهان و جنوب کشور به مجلس راه یافت.

## عملکرد انتخاباتی
| دوره    | تعداد آراء | درصد آراء |
| ------- | ---------- | --------- |
| دوازدهم |            | ۷۸        |